# 古川清 (政治家)
古川 清（ふるかわ きよし、1875年1月26日 - 1933年6月13日）は、日本の政治家。衆議院議員（2期）。

## 経歴
島根県出身。漢学と数学を学ぶ。その後、北京に渡り、漢文研究をする。三等郵便局長となり、中国、インド、南洋諸島、シベリア視察をたびたび行った。
1917年の第13回衆議院議員総選挙において隠岐選挙区から立候補して当選する。1919年に選挙法違反により議員を失職となった。1920年の第14回衆議院議員総選挙において島根6区から立憲政友会公認で立候補したが98票差で落選した。1924年の第15回衆議院議員総選挙において島根6区から立憲政友会公認で立候補して再選を果たす。1928年の第16回衆議院議員総選挙において島根1区から立候補したが落選。1930年の第17回衆議院議員総選挙で再び立候補したが落選。1930年の第17回衆議院議員総選挙では無所属で立候補したが落選した。1933年死去。